# Боцвадзе, Мераб
Мераб Боцвадзе (род. 6 мая 1952, Хашури) — советский грузинский актёр театра и кино. Депутат Парламента Грузии (2004—2008).

## Биография
Родился в 1952 году в Хашури, Грузинская ССР.
В 1974 году окончил Тбилисский театральный университет им. Ш. Руставелли.
В 1974—1994 годах — актёр Тбилисского грузинского театра юного зрителя.
В 2004—2008 годах — депутат Парламента Грузии 6-го созыва от партии «Национальное движение — Демократы».

## Фильмография
- 1976 — Такая она игра — эпизод
- 1984 — Иванко и царь Поганин — Верховный страж
- 1988 — Горы дымят — Васкуль
- 1992 — Алмазы шаха — эпизод
- 1992 — Человек из команды «Альфа» — эпизод
- 1992 — Сердца трёх — полицейский